# Fuerza Aérea de Catar
La Fuerza Aérea de Catar es la rama aérea de las Fuerzas Armadas de Catar, fundada en 1974.

## Historia
Fundada a principios de los años 1970, se equipó con reactores de entrenamiento y combate en los años 1980. Tras la guerra del Golfo decidió adquirir aviones más modernos y construir una gran base aérea nueva y moderna.
En 1991, durante la guerra del Golfo, los Mirage F1 quataríes volaron durante muchas misiones junto con los F-16C de la USAF. En 2011 se volvieron a ejecutar misiones de combate, esta vez sobre Libia y con los Mirage 2000-5. También participó en la campaña aérea sobre Yemen liderada por Arabia Saudí.

## Flota

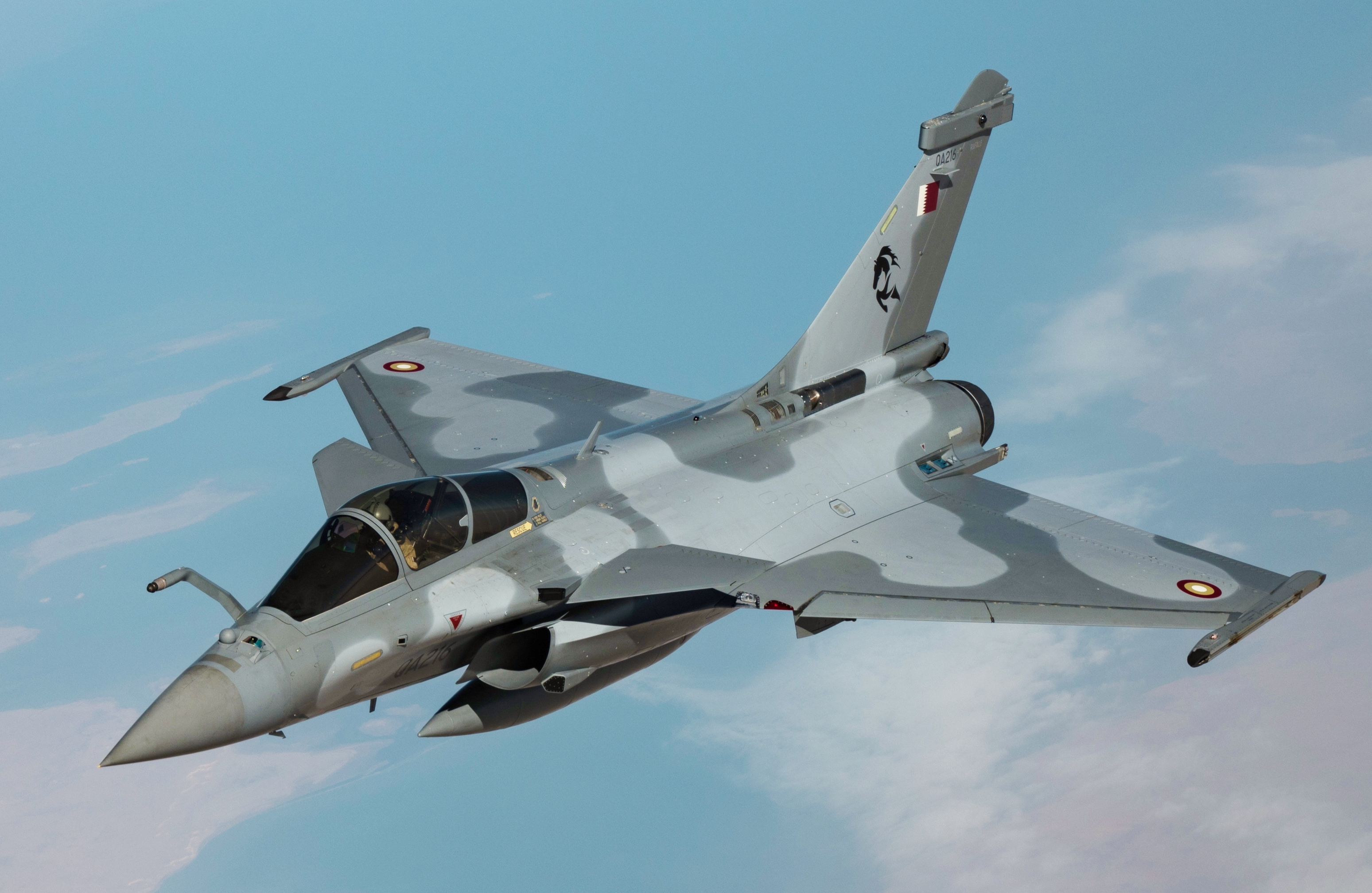
Un avión de combate Rafale vuela sobre Qatar después de recibir combustible.

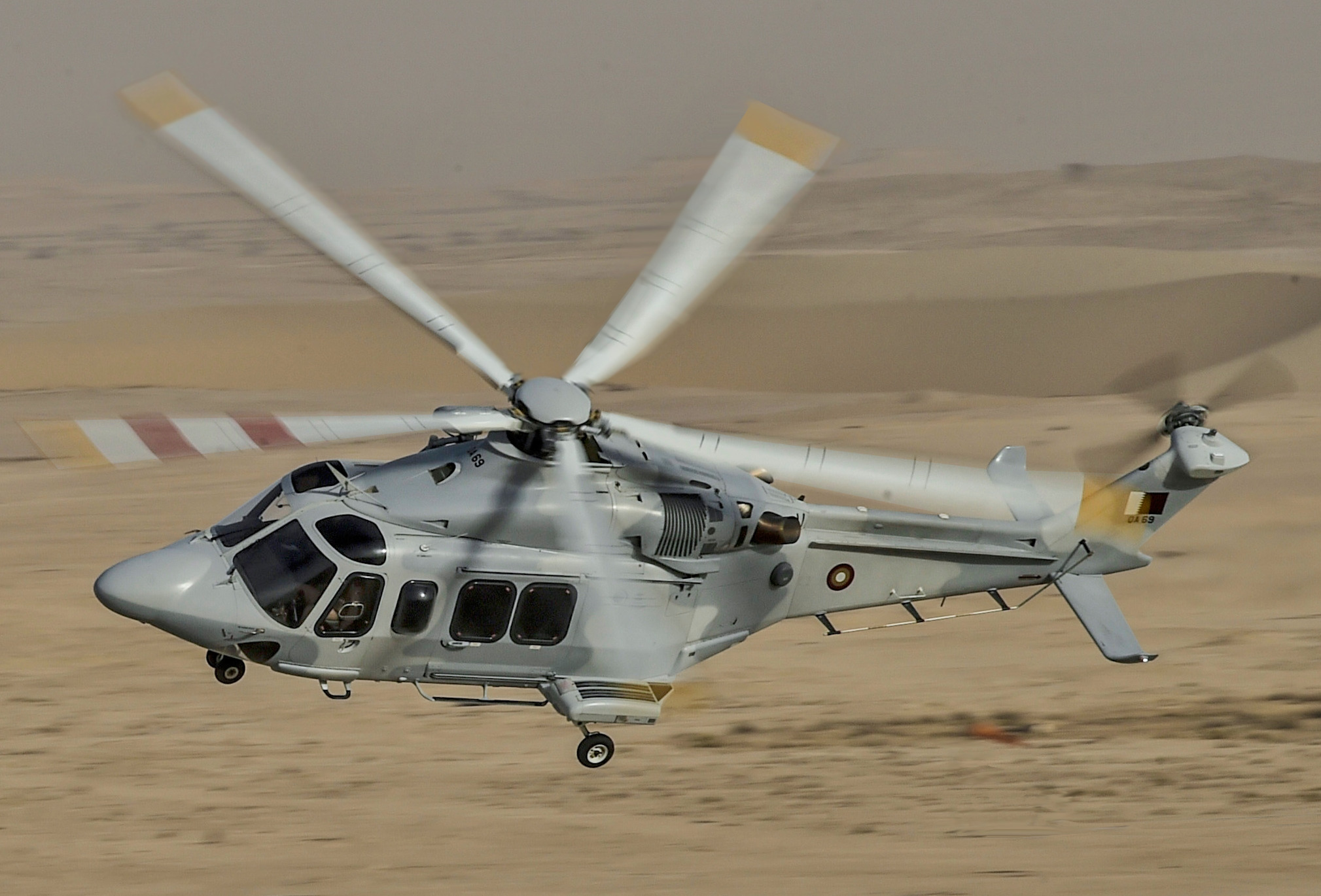
Un AW139 vuela durante el ejercicio QEAF Lahoub

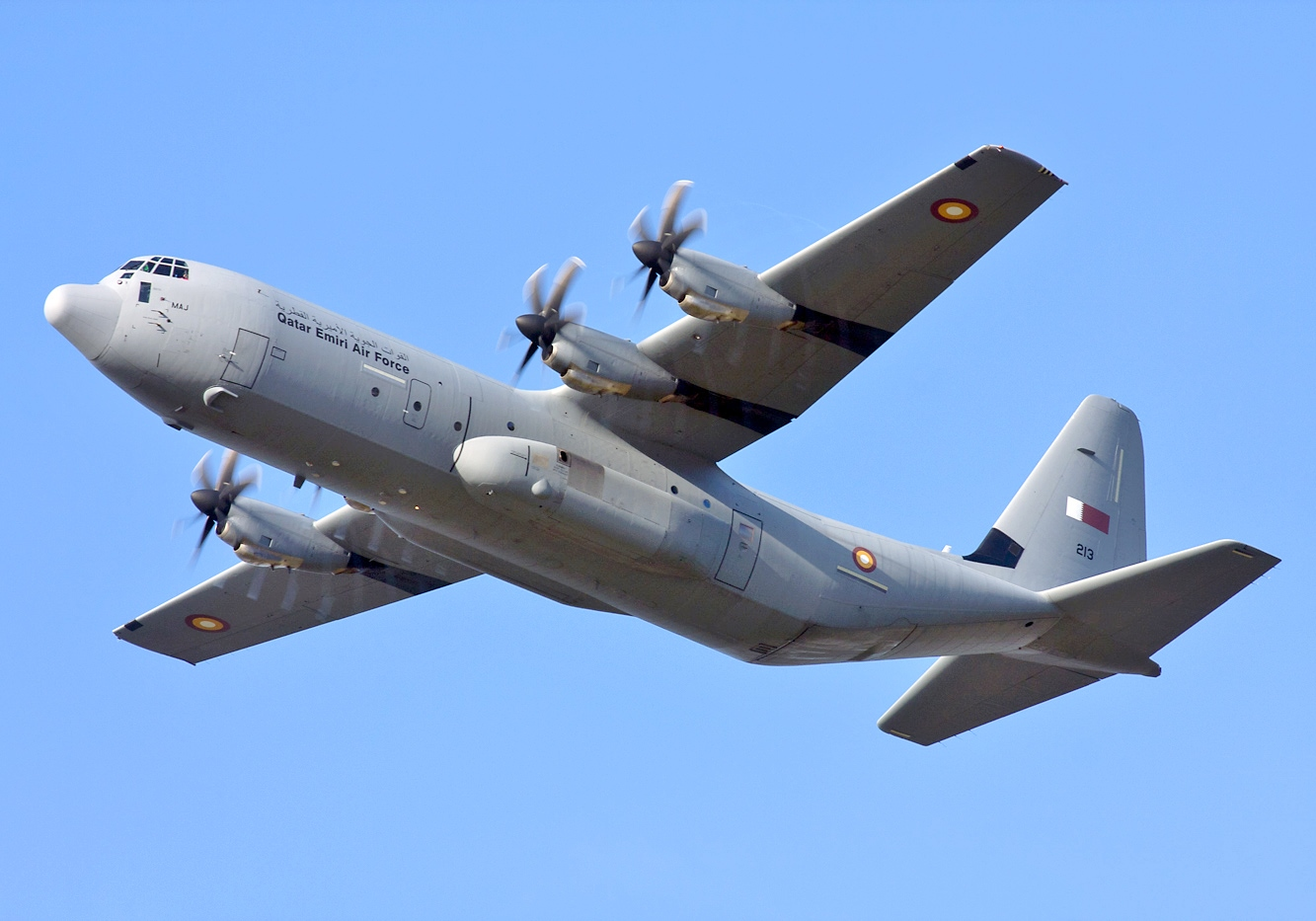
Un C-130J volando

Esta es la flota de la Fuerza Aérea de Catar:

## Planes de crecimiento y modernización
La pequeña fuerza aérea se ha lanzado a un enorme plan de compras, donde destacan las compras para reemplazar al escuadrón de Mirage 2000-5. La capacidad para operar todos esos aviones de combate excede en mucho a las actuales, y se entiende que lo que se busca es compromiso político con países claves en el ámbito internacional.
- En 2012 se firmó un contrato con Pilatus para constituir la Academia de la Fuerza Aérea. El contrato incluía comprar 24 aviones de entrenamiento PC-21, un conjunto de instalaciones de entrenamiento junto a apoyo logístico y de mantenimiento.[9]
- En 2014 se anunció la compra de tres Boeing 737 AEW&C.[10][11]
- El mismo año se anunció la compra de dos aviones cisterna A330-MRTT.[12]
- En 2015 se firmó un acuerdo con Francia para comprar veinticuatro aviones Dassault Rafale (dieciocho monoplazas Rafale EQ y seis biplazas Rafale DQ). El paquete comprado incluía armamento y entrenamiento de pilotos y personal de tierra. En 2017 se anunció la compra de una docena adicional de Rafale.[13][14]
- En 2014 se acordó la compra de veinticuatro helicópteros AH-64E para reemplazar a los Gazelle.[15][16]
- Tras ser autorizado por EE. UU. a comprar hasta 72 F-15 finalmente en 2017 se decidió formalizar la compra de 36 F-15QA, versión adaptada a los requerimientos locales del F-15ES.[17][18][19]
- En 2017 se firmó con Reino Unido la compra de veinticuatro Eurofighter Typhoon, a ser fabricados por BAE en Reino Unido. La compra incluye armamento, soporte técnico y formación a pilotos y personal de tierra. El acuerdo incluye la compra de nueve aviones de entrenamiento BAE Hawk.[20][21]

Este crecimiento no tiene precedentes en el mundo árabe desde las compras de Libia a finales de los años 70. Implicará grandes retos al operar tres tipos distinto de cazas con perfiles similares. Esto supone encarecer y dificultar la operación de los aviones (Formación, mantenimiento, recambios, armamento) y la necesidad de construir nuevas infraestructuras.
Por tanto se asume que además de ser necesario contratar personal extranjero se firmarán acuerdos con Francia y Gran Bretaña para que sus fuerzas aéreas operen parte de esos aviones comprados. En el caso de los Typhoon se ha mencionado expresamente la posibilidad de un escuadrón conjunto RAF-QEAF. Tampoco sería sorprendente que algunos de los aviones comprados sean almacenados, vendidos en el futuro o basados en los países vendedores para tareas de formación y entrenamiento.

## Relaciones internacionales
EE. UU. tiene en el emirato una de sus mayores bases en Oriente Medio. A 35 kilómetros al suroeste de Doha se encuentra la base de la fuerza aérea estadounidense de Al Udeid, que alberga a unas 8000 personas del US Central Command. La base es de las más grandes de Oriente Medio, contando con la pista de aterrizaje más larga de toda la región. En esta base si sitúa también el Centro de Operaciones Aéreas Combinadas que controla las operaciones en el área de responsabilidad del Central Command. Para defender la base se cuentan con baterías de defensa antiaérea de misiles Patriot y un radar AN/TPY-2 de banda X capaz de detectar misiles balísticos de largo alcance.
Siempre se han tenido estrechos lazos con Reino Unido y la Commonwealth. Tradicionalmente Gran Bretaña ha dado soporte a la fuerza aérea. Las unidades de las fuerzas aéreas británicas, canadienses y australianas han estado basadas en Catar durante la guerra del Golfo, invasión de Irak y guerra en Afganistán. Otro aliado tradicional es Francia.
Turquía y Pakistán son otros de los aliados principales del país. Personal militar de ambos países se encuentra en Catar, siendo significativa la presencia de personal pakistaní en la fuerza aérea. Estas alianzas ya se pusieron de manifiesto en 1995 cuando Arabia Saudí amagó con invadir el país.
Con las últimas compras de armamento se cree que se busca consolidar la relación con países clave en el ámbito internacional para de esta manera neutralizar el conflicto con otros países árabes (Egipto, Arabia Saudí, etc). También se busca evitar posibles embargos futuros y no depender de un solo proveedor.

## Galería de imágenes

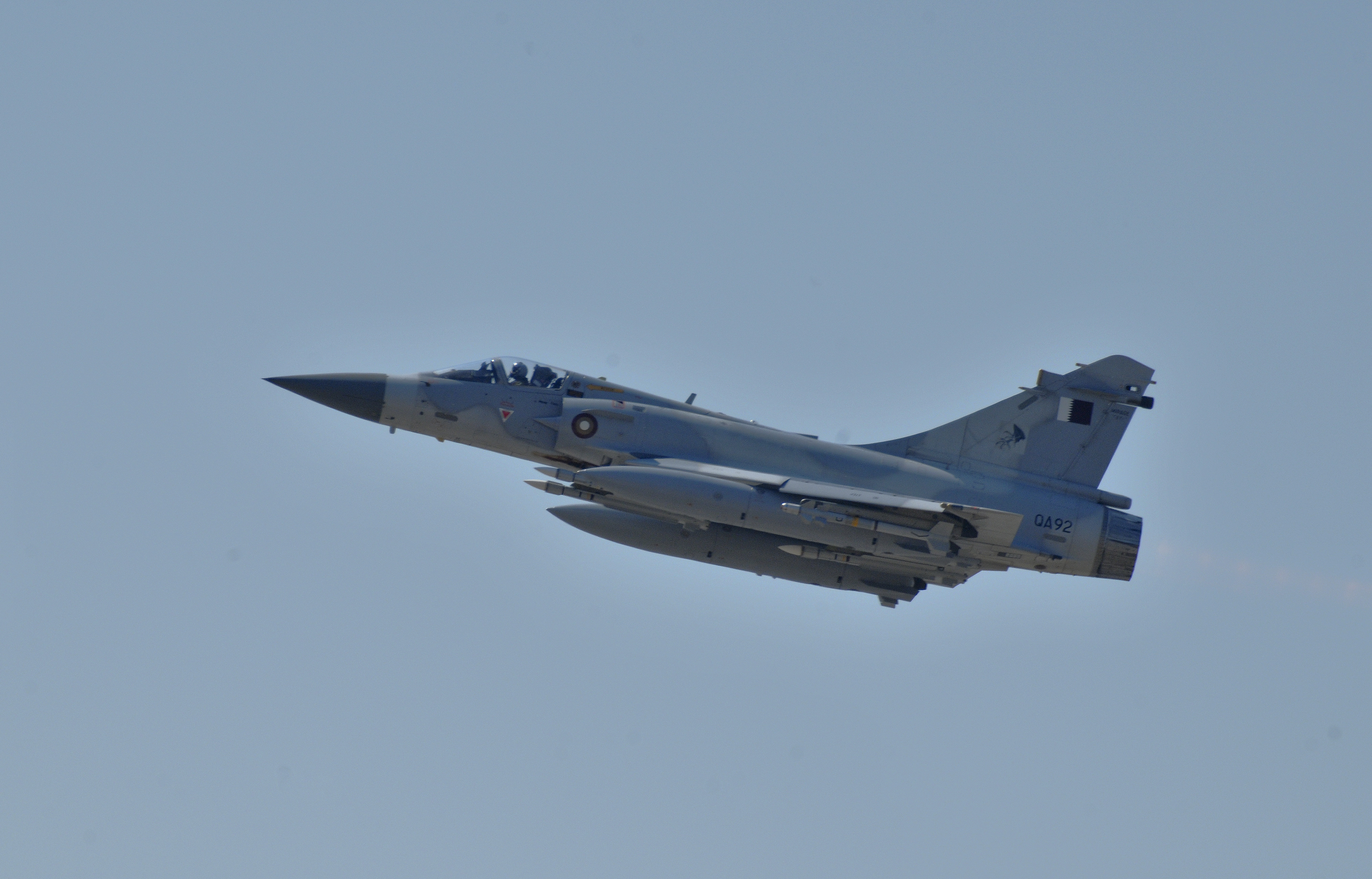
Un caza Dassault Mirage 2000-5 catarí durante la Intervención militar en Libia.
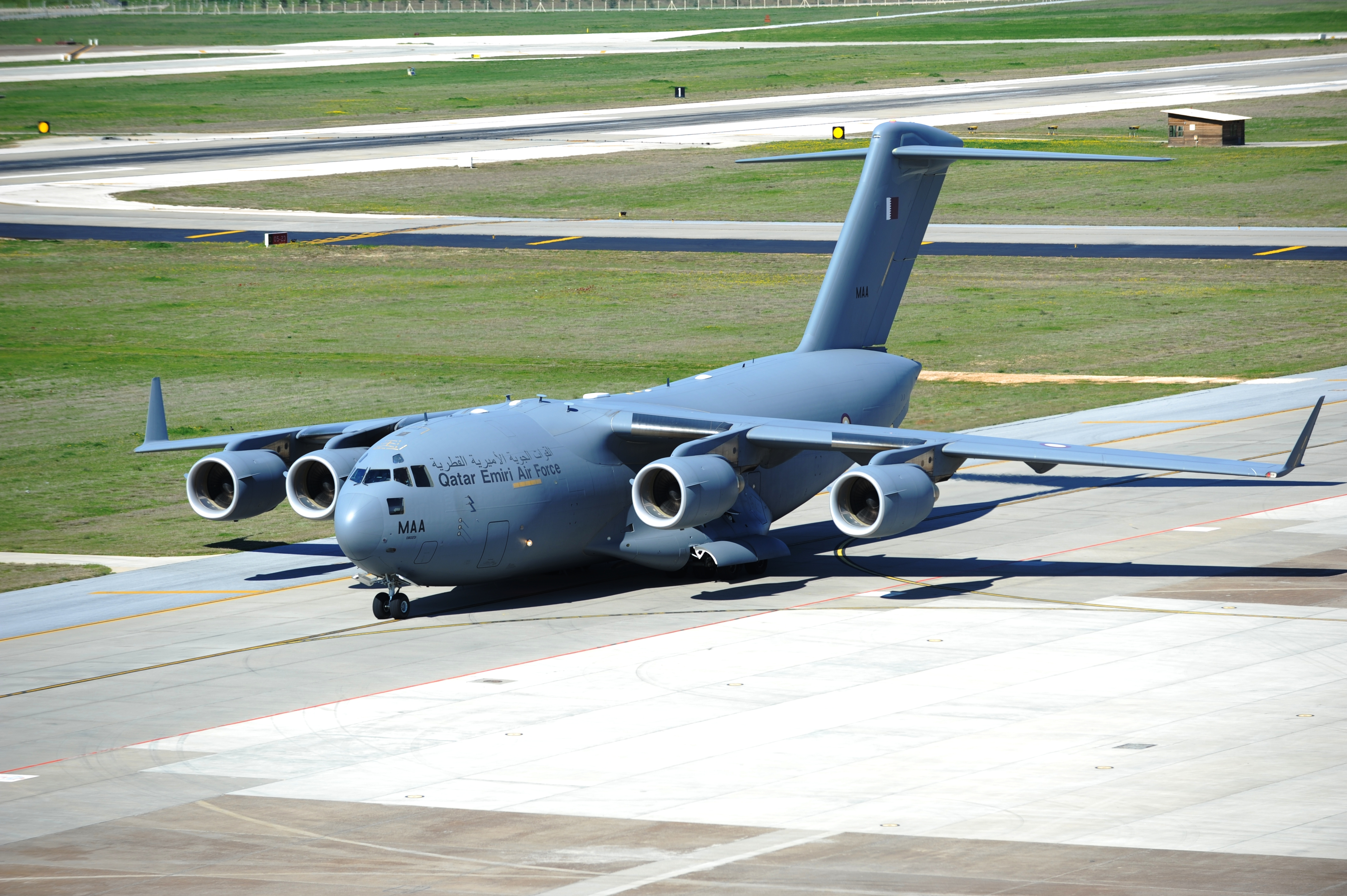
Boeing C-17 Globemaster III.
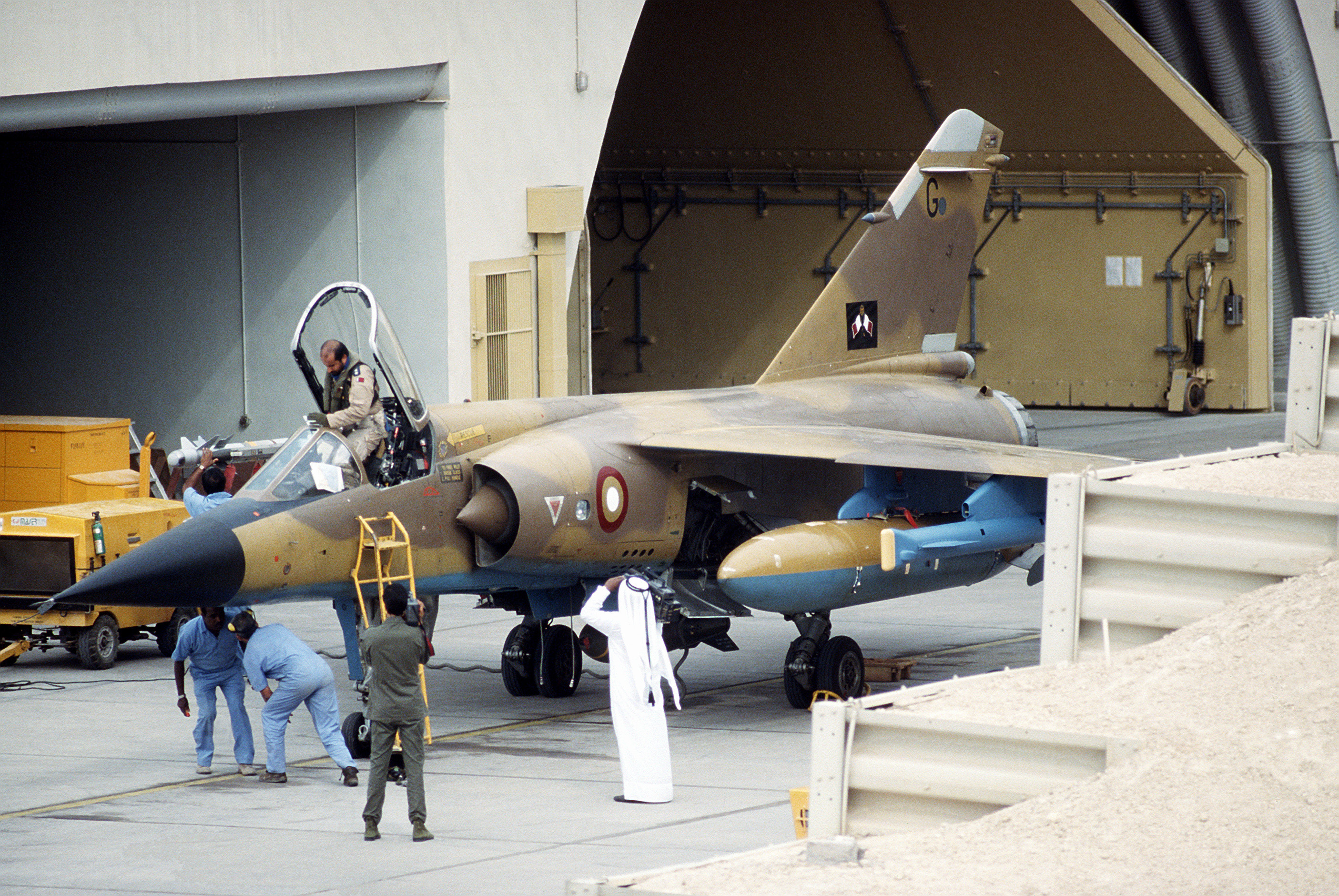
Dassault Mirage F1 durante la Guerra del Golfo.